# Sportklub Niederösterreich Sankt Pölten 2016-2017
Questa voce raccoglie le informazioni riguardanti lo Sportklub Niederösterreich Sankt Pölten nelle competizioni ufficiali della stagione 2016-2017.

## Rosa
Rosa aggiornata al 31 luglio 2016
| N. |                                 | Ruolo | Calciatore         |
| -- | ------------------------------- | ----- | ------------------ |
| 1  | Austria (bandiera)              | P     | Christoph Riegler  |
| 3  | Austria (bandiera)              | D     | Michael Huber      |
| 5  | Paesi Bassi (bandiera)          | D     | Kai Heerings       |
| 6  | Austria (bandiera)              | D     | Danijel Petrović   |
| 7  | Austria (bandiera)              | C     | Peter Brandl       |
| 8  | Austria (bandiera)              | C     | Michael Ambichl    |
| 9  | Paesi Bassi (bandiera)          | A     | Kevin Luckassen    |
| 10 | Austria (bandiera)              | C     | Florian Mader      |
| 11 | Austria (bandiera)              | C     | Christopher Drazan |
| 12 | Spagna (bandiera)               | A     | Daniel Segovia     |
| 13 | Austria (bandiera)              | C     | Lukas Thürauer     |
| 14 | Bosnia ed Erzegovina (bandiera) | C     | Husein Balić       |
| 15 | Austria (bandiera)              | D     | Martin Grasegger   |

| N. |                        | Ruolo | Calciatore        |
| -- | ---------------------- | ----- | ----------------- |
| 17 | Austria (bandiera)     | C     | Manuel Martic     |
| 19 | Austria (bandiera)     | C     | Manuel Hartl      |
| 20 | Austria (bandiera)     | C     | Daniel Schütz     |
| 23 | Austria (bandiera)     | D     | Marcel Holzmann   |
| 25 | Austria (bandiera)     | D     | Andreas Dober     |
| 27 | Paesi Bassi (bandiera) | C     | Jeroen Lumu       |
| 29 | Austria (bandiera)     | D     | David Stec        |
| 30 | Austria (bandiera)     | P     | Bartolomej Kuru   |
| 32 | Austria (bandiera)     | P     | Thomas Vollnhofer |
| 44 | Austria (bandiera)     | P     | Felix Gschossmann |
| 77 | Austria (bandiera)     | A     | Mario Mosböck     |
|    | Romania (bandiera)     | D     | Paul Pârvulescu   |